# Омовение рук

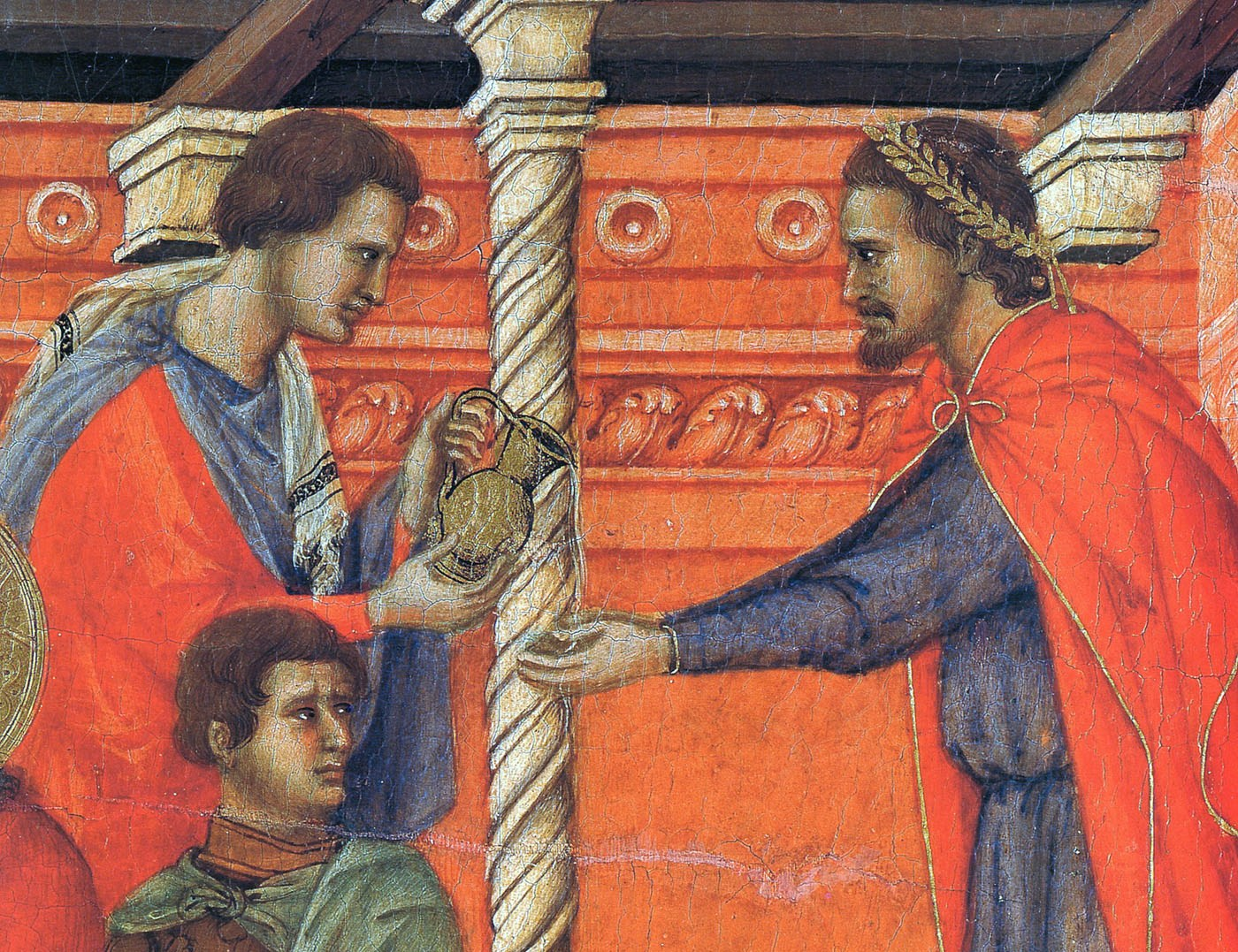
«Пилат умывает руки»
(Дуччо. «Маэста», деталь)

Омове́ние рук — вид ритуального омовения в различных религиях, символизирующее очищение от грехов перед совершением жертвоприношения Богу, а также выражение «умывать руки», означающее устраниться от ответственности, объявить о своём неучастии в деле.

## Происхождение
Происходит от еврейского обряда ритуального омовения рук. В случае, когда убийца человека не известен, Пятикнижие предписывало принести в жертву телицу, «и все старейшины города того, ближайшие к убитому, пусть омоют руки свои над головой телицы, зарезанной в долине, и объявят и скажут: руки наши не пролили крови этой, и глаза наши не видели» (Втор. 21:1—9).
Евангелия Нового Завета полагают омовение рук за народный еврейский обычай, но не за заповедь Божию:

Собрались к нему фарисеи и некоторые из книжников, пришедшие из Иерусалима. И увидев некоторых из учеников его, евших хлеб нечистыми, то есть неумытыми руками. Ибо фарисеи и все иудеи, держась предания старцев, не едят не умыв тщательно рук. И придя с рынка, не едят не омывшись, и есть многое другое, чего они приняли держаться — наблюдать омовение чаш и кружек и медных котлов. И спрашивают его фарисеи и книжники: «Почему ученики твои не поступают по преданию старцев, но неумытыми руками едят хлеб?» Он сказал им в ответ: «Хорошо пророчествовал о вас, лицемерах, Исаия, как написано „люди сии чтут Меня устами, сердце же их далеко отстоит от Меня, но тщетно чтут Меня, уча учениям, заповедям человеческим“. Ибо вы, оставив заповедь Божию, держитесь предания человеческого».
— Мк. 7:1—8

### Суд Пилата
Своё распространение в современном значении выражение получило, благодаря сюжету, описанному в Евангелии от Матфея. Римский прокуратор Понтий Пилат во время суда над Христом совершил принятое среди иудеев ритуальное омовение рук в знак непричастности к совершаемому убийству, «Пилат, видя, что ничто не помогает, … взял воды и умыл руки перед народом, и сказал: „Невиновен я в крови Праведника Сего“» (Мф. 27:24).
Апокрифическое «Евангелие от Петра» добавляет к описанию суда, что «из иудеев же никто не умыл рук, ни Ирод, ни кто-либо из судей Его».

## Современное употребление

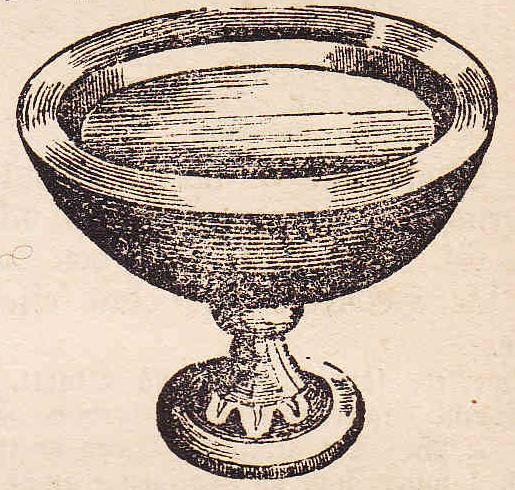
Иллюстрация умывальника в храме, 1890

### Православие
В православии во время литургии священнослужители трижды омывают свои руки:
- После облачения — перед совершением проскомидии со словами:

Умы́ю в непови́нных ру́це мои́, и обы́ду Же́ртвенник Твой, Го́споди, е́же услы́шати ми глас хвалы́ Твоея́, и пове́дати вся чудеса́ Твоя́. Го́споди, возлюби́х Благоле́пие До́му Твоего́ и Ме́сто селе́ния Сла́вы Твоея́. Да не погуби́ши с нечести́выми ду́шу мою́, и с му́жи крове́й живо́т мой. И́хже в руку́ беззако́ния, десни́ца их испо́лнися мзды. Аз же незло́бою мое́ю ходи́х, изба́ви мя, Го́споди, и поми́луй мя. Нога́ моя́ ста на Правоте́, в це́рквах благословлю́ Тя, Го́споди— 
- Архиерей в начале пения Херувимской песни перед Великим входом со словами:

Го́споди Бо́же наш, освяти́вый струи́ Иорда́нския спаси́тельным Твои́м явле́нием, Сам и ны́не низпосли́ Благода́ть Свята́го Твоего́ Ду́ха и благослови́ во́ду сию́ ко освяще́нию всех люде́й Твои́х, я́ко благослове́н Еси́ во ве́ки веко́в, ами́нь— 
- После Евхаристического канона перед Отче наш и Причащением

### Иудаизм

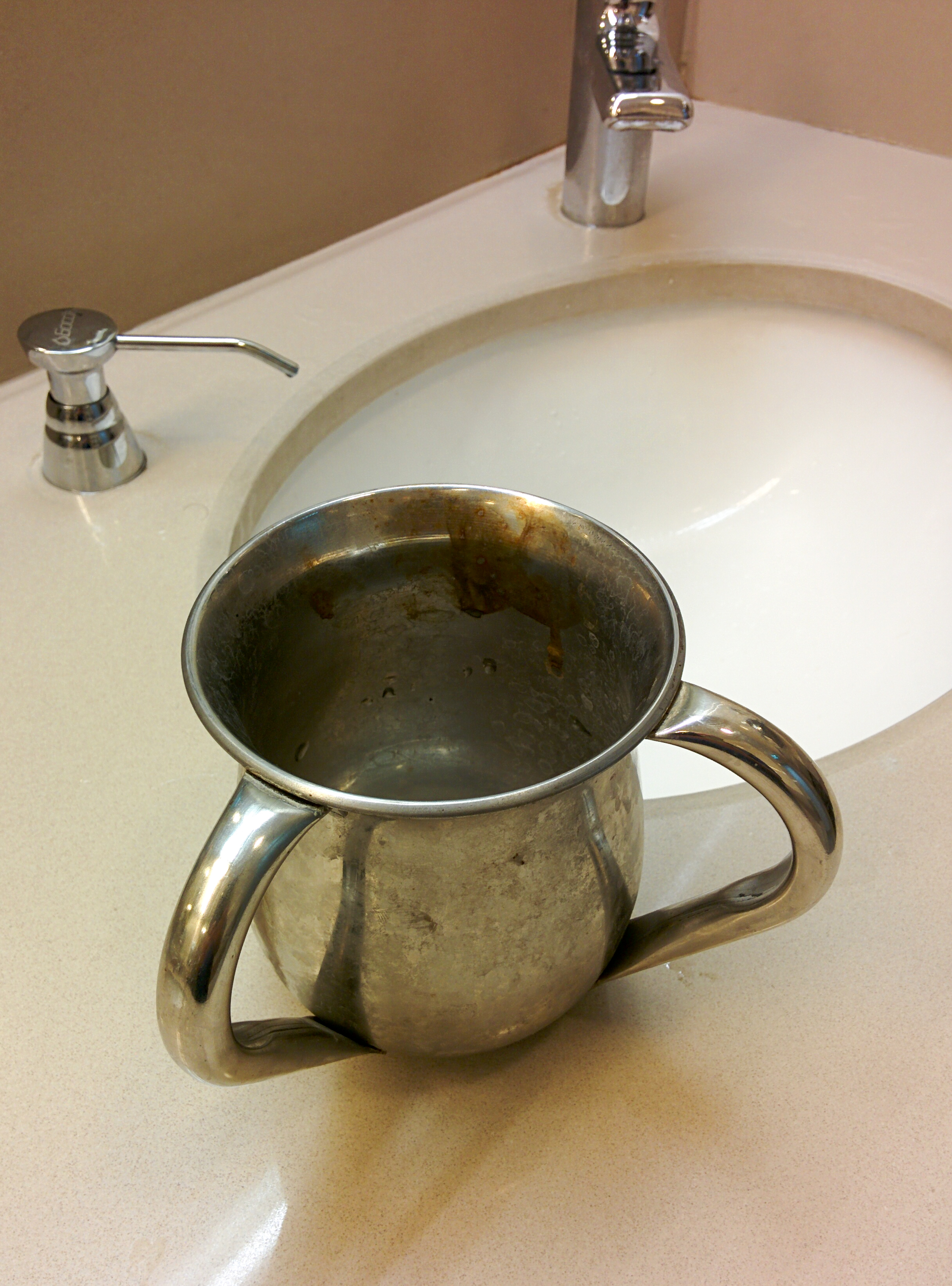
Кувшин (на́тла) с двумя ручками, сфотографирован в общественном туалете Иерусалима

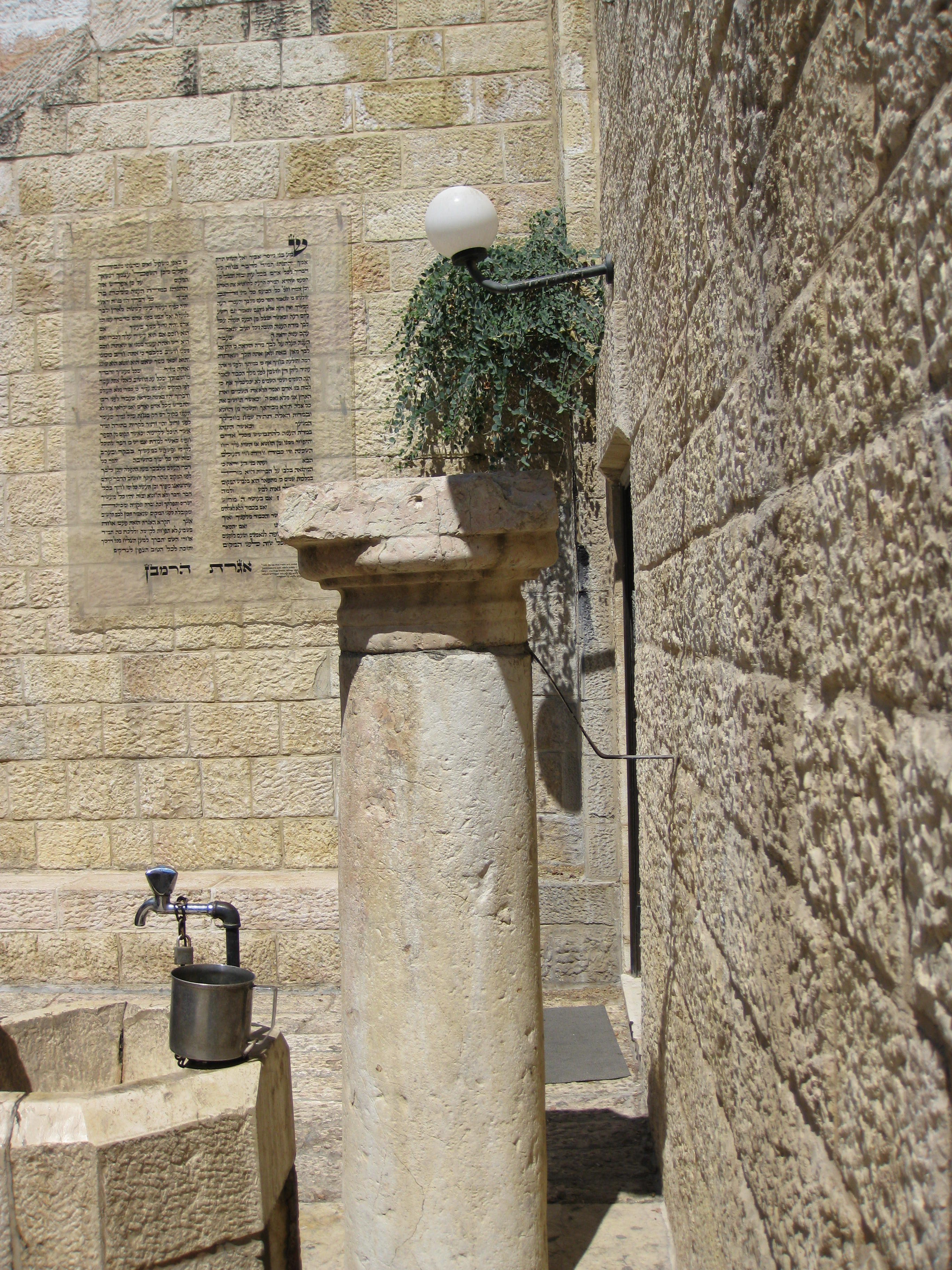
Раковина для ритуального омовения рук у входа в Синагога Рамбан

Современные иудеи совершают омовение рук (нети́лат йада́йм), проснувшись, перед и после съеденной еды с хлебом, перед молитвой, после посещения туалета и кладбища. Совершают полное омовение в микве перед молитвой, после окончания поллюции (у мужчин) и месячных (у женщин).
В Торе омовение рук и ног совершали только священники перед жертвоприношением, что было названо «заповедью».

### Ислам
Современные мусульмане совершают омовение рук (вуду), которое не является самостоятельным обрядом, а выполняется как часть ритуального очищения перед намазом (см. тахарат).

### Синтоизм
В синтоизме один из видов ритуального очищения — мисоги («омовение») заключается в омовении водой рук и рта.